# Jon Cypher
Jon Cypher (New York, 13 januari 1932) is een Amerikaans acteur.

## Biografie
Cypher heeft gestudeerd aan de Erasmus Hall High School in Brooklyn (New York) en haalde in 1949 zijn diploma en hierna ging hij studeren aan de Brooklyn College in Brooklyn en haalde zijn diploma in 1953. Hierna ging hij studeren aan de University of Vermont in Vermont en haalde zijn master in huwelijk- en familieadviseur. 
Cypher begon in 1957 met acteren in de film Cinderella. Hierna heeft hij nog meerdere rollen gespeeld in films en televisieseries zoals Valdez Is Coming (1971), General Hospital (1981), Knots Landing (1982-1983), Dynasty (1983-1987), Hill Street Blues (1981-1987), Santa Barbara (1988-1989), Major Dad (1990-1993) en Law & Order (1995-2000). 
Cypher is ook actief op off-Broadway theaters, hij maakte in 1958 zijn debuut op Broadway in het toneelstuk The Disenchanted, hierna heeft hij nog meerdere rollen gespeeld op off-Broadway en Broadway.
Cypher was van 1965 tot en met 1975 getrouwd, hierna is hij opnieuw getrouwd.

## Filmografie

### Films
- 1998 Walking to the Waterline – als Fred Blumquist
- 1995 The Invaders – als senator Alex Feinman
- 1991 Strictly Business – als Drake
- 1990 Snow Kill – als Reid
- 1990 Spontaneous Combustion – als dr. Marsh
- 1989 Accidents – als James Hughes
- 1989 The Sandgrass People – als Walter Carter
- 1988 Lady Mobster – als Alfred Mallory
- 1988 Elvis and Me – als kapitein Joseph Paul Beaulieu
- 1987 Off the Mark – als John C. Roosevelt
- 1987 Masters of the Universe – als Duncan
- 1986 Perry Mason: The Case of the Notorious Nun – als dr. Peter Lattimore
- 1985 Malice in Wonderland – als dr. Harry Martin
- 1981 Evita Peron – als kolonel Imbert
- 1976 The Food of the Gods – als Brian
- 1975 The Kingfisher Caper – als Johnny
- 1974 Memory of Us – als Brad
- 1974 Night Games – als Dale Hannigan
- 1974 The Kid and the Killers – als Roper
- 1973 Blade – als Petersen
- 1973 Lady Ice – als Eddie Stell
- 1971 Believe in Me – als Alan
- 1971 Valdez Is Coming – als Frank Tanner
- 1957 Cinderella – als prins Christopher

### Televisieseries
Uitgezonderd eenmalige gastrollen.
- 2001 The Lot – als ?? – 2 afl.
- 1999 – 2000 Batman Beyond – als Spellbinder – 2 afl. (stem)
- 1999 Rescue 77 – als Charles Bell – 3 afl.
- 1990 – 1993 Major Dad – als generaal Marcus C. Craig – 69 afl.
- 1988 – 1989 Tour of Duty – als MG Goldman – 2 afl.
- 1989 Open House – als John – 2 afl.
- 1988 Favorite Son – als Bartholomew Scott - miniserie
- 1988 – 1989 Santa Barbara – als dr. Arthur Donnelly – 57 afl.
- 1988 Probe – als Howard Millhouse – 7 afl.
- 1981 – 1987 Hill Street Blues – als chief Fletcher Daniels – 71 afl.
- 1983 – 1987 Dynasty – als Dirk E. Maurier – 10 afl.
- 1982 – 1983 Knots Landing – als Jeff Munson – 12 afl.
- 1978 - 1979 As the World Turns - als dr. Alexander Keith - 2 afl.
- 1977 The Rockford Files – als Michael Kelly – 2 afl.
- 1975 Marcus Welby, M.D. – als Eric Brandon – 4 afl.
- 1971 – 1973 The Doris Day Show – als sir Robert Kingsley – 2 afl.
- 1962 Our Five Daughters – als Driscoll - 160 afl.

## Theaterwerk opBroadway
- 1996 Big – als MacMilan
- 1969 – 1970 Coco – als Papa
- 1969 – 1972 1776 – als Thomas Jefferson
- 1968 – 1970 The Great White Hope – als Mr. Cameron / Klossowski
- 1967 Sherry! – als Bert Jefferson
- 1965 – 1971 Man of La Mancha – als Cervantes / Dr. Carrasco
- 1963 Jennie – als Randolph / James O'Conner / Cristopher Lawrence Cromwell / Omar
- 1961 – 1962 The Night of the Iguana – als T. Lawrence Shannon
- 1958 – 1959 The Disenchanted – als Wister LaSalle

- Biblioteca Nacional de España: XX1507180
- Bibliothèque nationale de France: cb14167877m (data)
- Gemeinsame Normdatei: 135140056
- International Standard Name Identifier: 0000 0000 5939 9600
- Library of Congress Control Number: nr97040920
- MusicBrainz: 9fd172d2-a11d-4e0f-8e33-fbaf97f6ceaa
- Virtual International Authority File: 76524352
- WorldCat: E39PBJy8v6wq3kdPRdgYbcM3wC